# Junicode
Junicode(주니코드, 유니코드)는 중세 유럽 연구자를 위한 세리프 트루타입 글꼴이다. 라틴 문자, 룬문자, 국제음성기호, 그리스 문자 등의 영역을 취급하고 있으며, Medieval Unicode Font Initiative(MUFI)에서 중세 문헌용으로 지정한 유니코드 사용자 영역 표준인 MUFI 4.0 전체를 지원한다. GPL하에 자유롭게 무료로 배포되고 있다.
이탈릭체가 아닌 글자의 모양은 옥스퍼드 대학교 출판부의 전신인 Clarendon Press에서 17세기 경 사용하던 활자체에서 따온 것이다. 그리스어 문자는 18세기 스코틀랜드에서 사용된 활자체를 따온 것이므로 현대 그리스 문자가 아닌 중세의 모습을 담고 있다.
Junicode는 일반 서체, 이탈릭체, 굵은 서체, 굵은 이탈릭체로 제공되며 합자 처리, 언어별 문자모양 전환, 고전적인 숫자 모양 선택, 각종 발음구별기호 조합 등 트루타입과 오픈타입 기술을 지원한다.